# Best Ogedegbe
Best Ogedegbe (Lagos, Nigeria, 3 de septiembre de 1954-Ibadán, Nigeria, 28 de septiembre de 2009) fue un futbolista de Nigeria que jugó en la posición de guardameta.

## Carrera

### Club
| Periodo   | Club              |
| --------- | ----------------- |
| 1976-1982 | Shooting Stars SC |
| 1982-1986 | Abiola Babes      |

### Selección nacional
Jugó para Nigeria en 31 ocasiones de 1979 a 1983, participó en los Juegos Olímpicos de Moscú 1980 y en dos ediciones de la Copa Africana de Naciones, donde fue campeón en la edición de 1980; además de los Juegos Panafricanos de 1978.

## Muerte
Ogedegbe murió a los 55 años en el hospital de la Universidad de Ibadán el 28 de septiembre de 2009. Había tenido una cirugía ocular la semana previa, pero entraría en coma luego de tener complicaciones con la cirugía.

## Logros

### Club
- Liga Premier de Nigeria (1): 1980
- Copa de Nigeria (2): 1979, 1985
- Recopa Africana (1): 1976

### Selección nacional
- Copa Africana de Naciones (1): 1980

### Individual
- Equipo Ideal de la Copa Africana de Naciones 1980.